# Поточани (Бугојно)
Поточани су насељено мјесто у Босни и Херцеговини, у општини Бугојно, које административно припада Федерацији Босне и Херцеговине. Према попису становништва из 1991. у насељу је живјело 44 становника.

## Становништво
| Националност       | 1991. | 1981. | 1971. | 1961. |
| Срби               | 44    | 45    | 57    | 52    |
| Црногорци          |       |       | 1     |       |
| остали и непознато |       |       | 1     |       |
| Укупно             | 44    | 45    | 59    | 52    |

| Демографија | Демографија | Демографија |
| Година      | Становника  | Становника  |
| ----------- | ----------- | ----------- |
| 1961.       | 52          |             |
| 1971.       | 59          |             |
| 1981.       | 45          |             |
| 1991.       | 44          |             |